# یوهان د ویت
یوهان د ویت (به هلندی: Johan de Witt) (زادهٔ ۲۴ سپتامبر۱۶۲۵ - مرگ ۲۰ اوت ۱۶۷۲) سیاست‌مدار و ریاضی دان هلندی در روزگار جمهوری هلند بود.

## زندگینامه
او دانش‌اموختهٔ ریاضیات و قانون بود.
از ۱۶۵۰ او رئیس هیئت نمایندگی دوردرخت در دولت هلند بود. در آینده او نخست‌وزیر هلند گردید و این کشور در زمان او یکی از نیرومندترین کشورهای اروپایی گردید.
در ۱۶۵۴ به جنگ به انگلستان پایان داد.
او ریاضی‌دان قابلی هم بود. در ۱۶۵۹ رسالهٔ لا ژئومتری رنه دکارت را ترجمه نمود.
در زمان جنگ هلند-فرانسه مخالفان او را دستگیر کردند و به همراه برادرش کورنلیس د ویت به زندان انداختند.
دو برادر را سپس بی‌دادگاهی به دار آویختند و پس از مرگ پیکرشان را مثله نمودند.

## نگارخانه

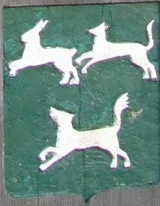